# 2 novembre dans les chemins de fer
2 octobre 2 décembre
Chronologies thématiques
- Croisades
- Sports
- Disney

Cette page concerne les événements qui se sont déroulés un 2 novembre dans les chemins de fer.

## Événements

### XIXesiècle
- x

### XXesiècle
- x

### XXIesiècle
- 2004. Belgique : l'État décide de reprendre la dette historique (antérieure à 1993) de la SNCB, soit 7,4 milliards d'euros, en la transférant au cours du premier semestre 2005 dans un compte public baptisé FIF (fonds d'investissement ferroviaire).

## Anniversaires

### Naissances
- 1904 : René Birr, cheminot, et résistant alsacien († 1er juin 1943).

### Décès
- x